# Griffinia leucantha
Griffinia leucantha là một loài thực vật có hoa trong họ Amaryllidaceae. Loài này được K.D.Preuss mô tả khoa học đầu tiên năm 2001.